# Sumberagung (Pancur)
Sumberagung is een bestuurslaag in het regentschap Rembang van de provincie Midden-Java, Indonesië. Sumberagung telt 1442 inwoners (volkstelling 2010).